# باول تشونغ
باول تشونغ (بالصينية: 秦沛) هو ممثل صيني، ولد في 17 مايو 1945 بشانغهاي في الصين.

## وصلات خارجية
- باول تشونغ على موقع IMDb (الإنجليزية)
- باول تشونغ على موقع ألو سيني (الفرنسية)
- باول تشونغ على موقع ميوزك برينز (الإنجليزية)
- باول تشونغ على موقع أول موفي (الإنجليزية)
- باول تشونغ على موقع قاعدة بيانات الأفلام السويدية (السويدية)
- باول تشونغ على موقع قاعدة بيانات الفيلم (الإنجليزية)
- باول تشونغ على موقع كينوبويسك (الروسية)